# HMS Bayntun (K310)
«Бейнтин» (англ. HMS Bayntun (K310) — військовий корабель, фрегат типу «Кептен» підтипу «Евартс» Королівського військово-морського флоту Великої Британії за часів Другої світової війни.

## Історія створення
Фрегат «Бейнтин» був закладений 5 квітня 1942 року на верфі американської компанії Boston Navy Yard у Бостоні, як ескортний міноносець типу «Евартс». 27 червня 1942 року він був спущений на воду, а 13 лютого 1943 року переданий до Королівських ВМС Великої Британії, де за тиждень увійшов до бойового складу флоту.

## Історія служби
«Бейнтин» брав участь у бойових діях на морі в Другій світовій війні, супроводжував транспортні конвої союзників в Атлантиці. За час війни брав участь у затопленні у взаємодії з іншими протичовновими кораблями німецьких підводних човнів U-1279, U-757 і U-989 та самостійно затопив U-1278.

## Історія
8 січня 1944 року канадський корвет «Камроуз» і британський фрегат «Баунтун» затопили німецький підводний човен південно-західніше Ірландії U-757. Всі 49 членів екіпажу загинули.
14 лютого 1945 року британські фрегати «Бейнтин», «Братвейт», «Лох Екк» і «Лох Данвеган» потопили глибинними бомбами в Норвезькому морі північніше Шетландських островів німецький підводний човен U-989. Всі 47 членів екіпажу загинули.
17 лютого німецький ПЧ U-1278 був потоплений північно-західніше Бергена глибинними бомбами британських фрегатів «Бейнтин» і «Лох Екк».